# Генуя (метрополитенский город)
Метрополитенский город Генуя (итал. Città metropolitana di Genova) — территориальная единица в области Лигурия в Италии.
Площадь 1839,2 км², население 813 772 человека (2020).
Образован 1 января 2015 года на месте упразднённой провинции Генуя.
Центр территориальной единицы находится в собственно городе Генуя.

## Коммуны
В состав метрополитенского города входят 67 коммун:
- Авеньо
- Аренцано
- Баргальи
- Больяско
- Борцонаска
- Бузалла
- Вальбревенна
- Воббия
- Генуя
- Горрето
- Даванья
- Дзоальи
- Изола-дель-Кантоне
- Казарца-Лигуре
- Камольи
- Кампо-Лигуре
- Кампомороне
- Караско
- Каселла
- Кастильоне-Кьяварезе
- Коголето
- Когорно
- Корелья-Лигуре
- Крочефиески
- Кьявари
- Лаванья
- Лейви
- Лорсика
- Лумарцо
- Мазоне
- Меле
- Меццанего
- Миньянего
- Моконези
- Монелья
- Монтебруно
- Монтоджо
- Не
- Нейроне
- Ореро
- Портофино
- Пропата
- Пьеве-Лигуре
- Рапалло
- Рекко
- Реццоальо
- Ровеньо
- Ронданина
- Ронко-Скривия
- Россильоне
- Савиньоне
- Сан-Коломбано-Чертеноли
- Санта-Маргерита-Лигуре
- Сант’Ольчезе
- Санто-Стефано-д’Авето
- Серра-Рикко
- Сестри-Леванте
- Сори
- Тильето
- Торрилья
- Трибонья
- Ушо
- Фавале-ди-Мальваро
- Фаша
- Фонтанигорда
- Черанези
- Чиканья